# Chacarera

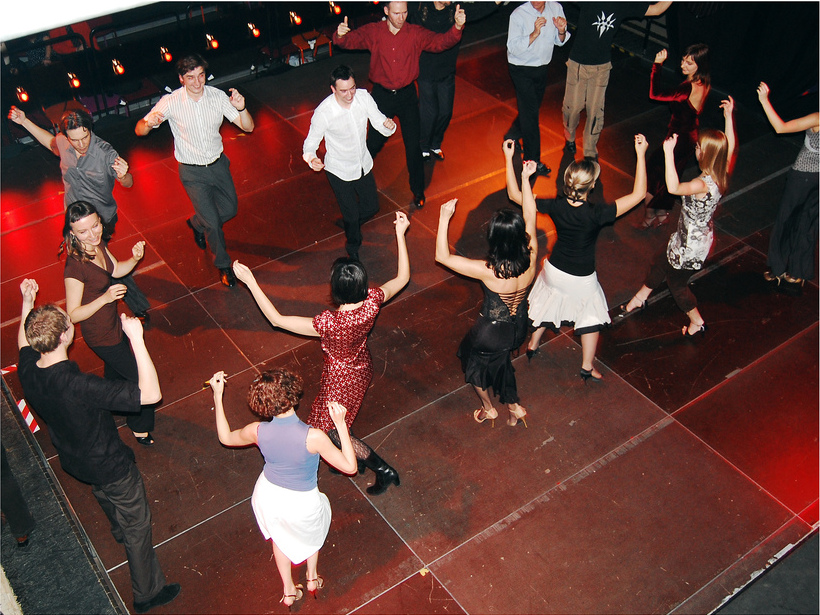
Dancing chcarera around midnight during the milonga in Montownia theater on Konopnicka 6 in Warsaw, Poland on November 30, 2007; i.e. on St. Andrew's Day.

Chacarera é uma dança e música popular originária do noroeste da Argentina desde o século XIX. A música toca-se geralmente com violão, violino, acordeão e bombo leguero. A chacarera já era dançada nas fazendas de Santiago del Estero no início do século XVIII durante a conquista da Coroa Espanhola, na época colonial.
A chacarera pertence ao grupo de danças picarescas, de ritmo ágil e caráter muito alegre e festivo. No caso da chacarera boliviana a vestimenta da mulher apresenta flores estampadas e são de cores cálidas, babados, avental e sapatos de salto baixo. Em nenhum caso existem fitas de cor no cabelo, e o penteado é uma trança. O homem usa botas, bombachas, rastras, camisa, lenço, chapéu e, nas épocas de frio, poncho. 